# Ardisia staudtii
Ardisia staudtii är en viveväxtart som beskrevs av Ernest Friedrich Gilg. Ardisia staudtii ingår i släktet Ardisia och familjen viveväxter. Inga underarter finns listade i Catalogue of Life.